# 韋爾多納 (科羅拉多州)
韋爾多納（英語：Weldona）是位於美國科羅拉多州摩根縣的一個人口普查指定地區。

## 地理
韋爾多納的座標為40°20′46″N 103°58′11″W / 40.34611°N 103.96972°W，而該地最高點為海拔高度1326米（即4350英尺）。

## 人口
根據2010年美國人口普查的數據，韋爾多納的面積為0.41平方千米，均為陸地。當地共有人口139人，而人口密度為每平方千米339人。